# 네온 조명

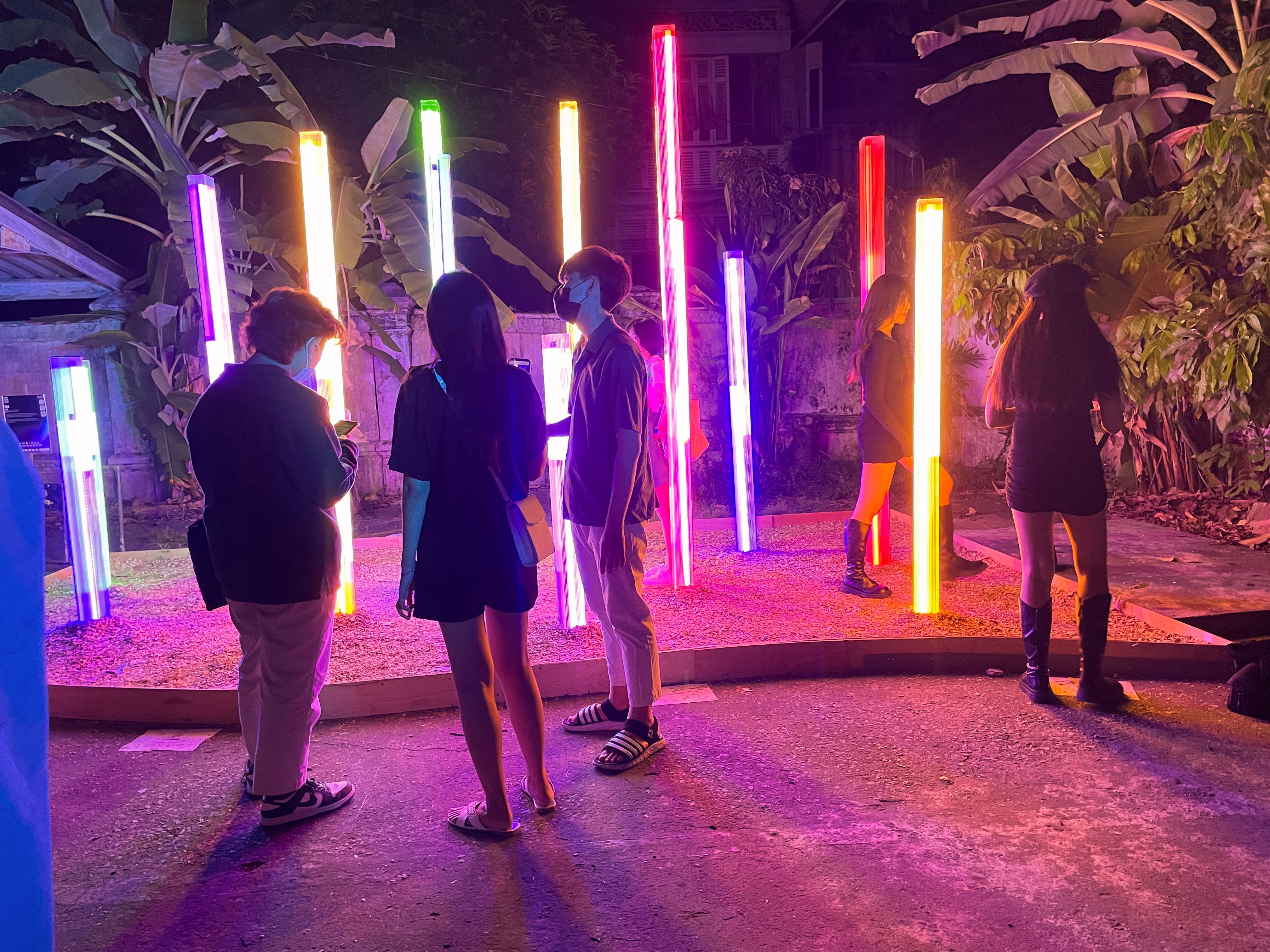
방콕에 있는 네온 조명 예술 설치물

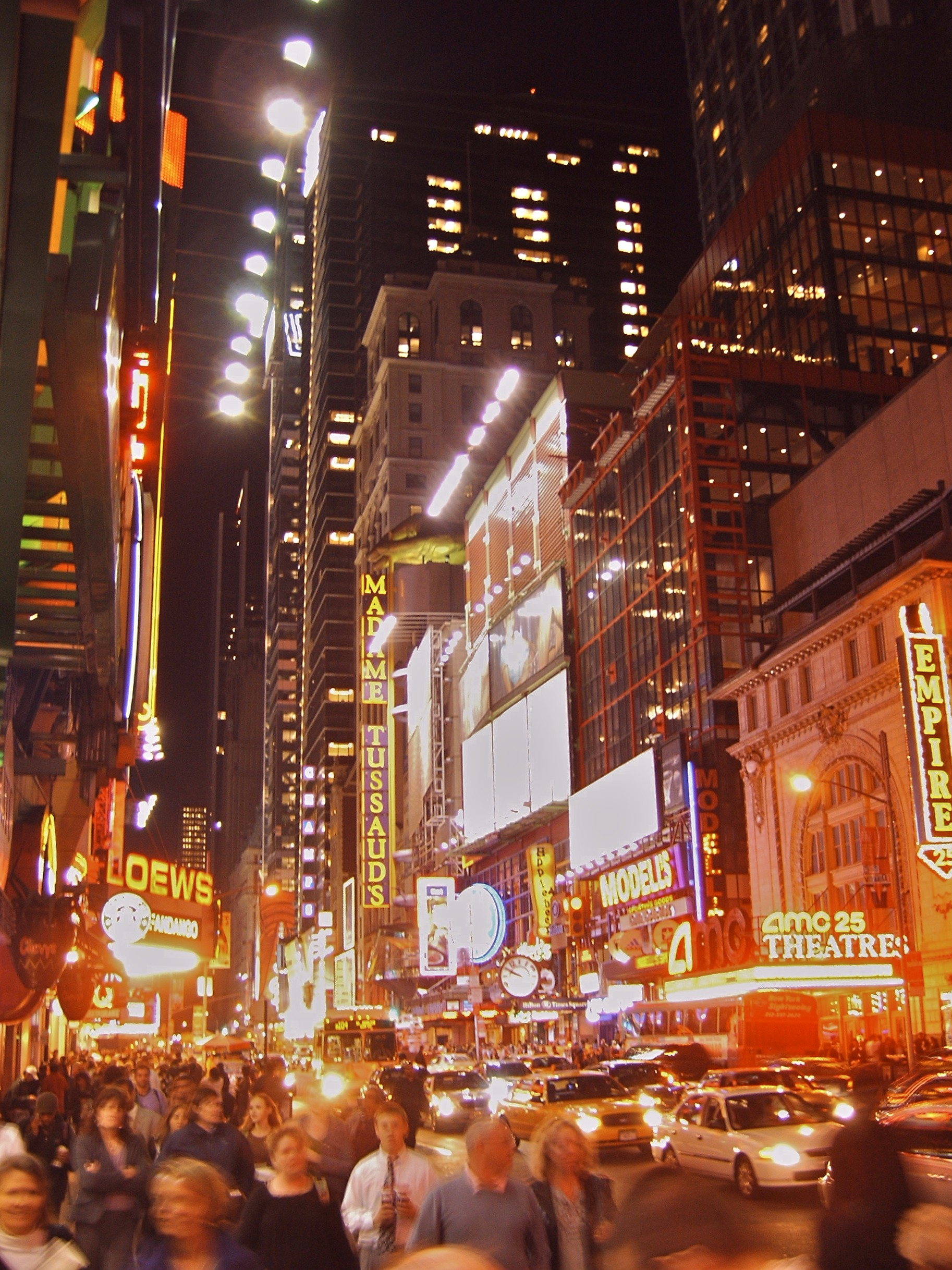
타임스 스퀘어, 뉴욕시 근처는 1920년대부터 네온 사인을 통합한 정교한 조명 디스플레이로 유명했다.

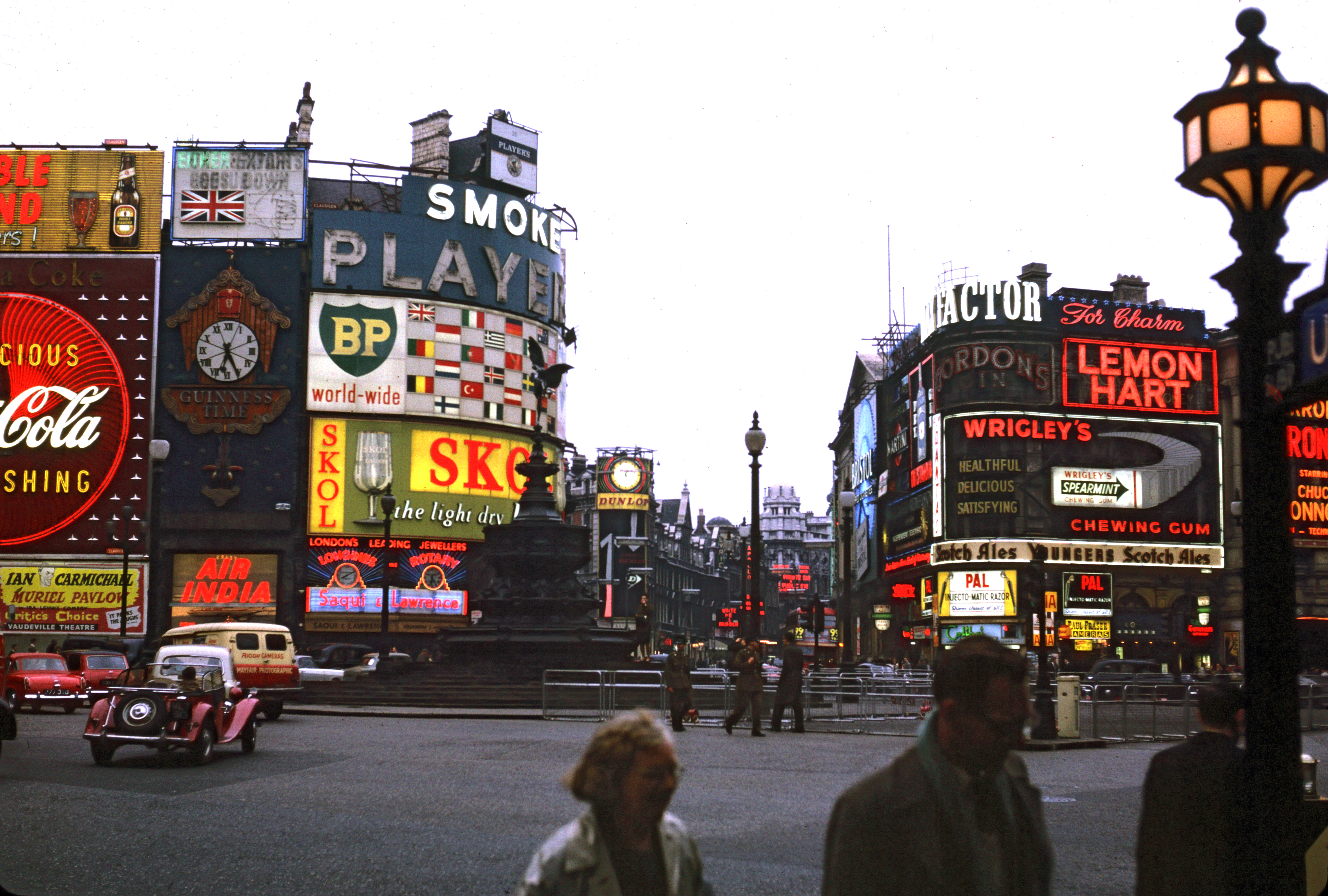
피카딜리 서커스, 런던, 1962

네온 조명(neon lighting)은 희박한 네온 또는 기타 가스가 들어 있는 밝게 빛나는 전기 유리 튜브 또는 전구로 구성된다. 네온 조명은 일종의 냉음극관 가스방전등이다. 네온 튜브는 각 끝에 금속 전극이 있고 저압에서 여러 가스 중 하나로 채워진 밀봉된 유리 튜브이다. 전극에 수천 볼트의 높은 전압을 가하면 튜브 내부의 가스가 이온화되어 색깔 있는 빛을 방출한다. 빛의 색상은 튜브 내부의 가스에 따라 달라진다. 네온 조명은 대중적인 주황색 빛을 발하는 비활성 기체인 네온의 이름을 따서 명명되었지만, 수소 (자주색-빨간색), 헬륨 (노란색 또는 분홍색), 이산화 탄소 (흰색) 및 수은 (파란색)과 같은 다른 색상을 생성하는 데는 인광체라고 하는 다른 가스 및 화학 물질이 사용된다. 네온 튜브는 곡선형 예술 형태로 제작되어 문자나 그림을 형성할 수 있다. 주로 광고를 위한 극적이고 다색의 빛나는 표지를 만드는 데 사용되며, 이것을 네온 사인이라고 한다. 네온 사인은 1920년대부터 1960년대까지, 그리고 1980년대에 다시 인기를 얻었다.
이 용어는 네온 튜브 조명보다 약 7년 뒤인 1917년에 개발된 미니어처 네온 글로 램프를 지칭할 수도 있다. 네온 튜브 조명은 일반적으로 길이가 미터 단위이지만, 네온 램프는 길이가 1센티미터 미만일 수 있으며 튜브 조명보다 훨씬 흐릿하게 빛난다. 여전히 작은 표시등으로 사용되고 있다. 1970년대까지 네온 글로 램프는 전자 기기에서 숫자 디스플레이, 작은 장식용 램프, 회로에서 신호 처리 장치로 널리 사용되었다. 이러한 램프는 이제 골동품이지만, 네온 글로 램프 기술은 현대적인 플라스마 디스플레이와 텔레비전으로 발전했다.
네온은 1898년 영국의 과학자 윌리엄 램지와 모리스 트래버스가 발견했다. 대기에서 순수 네온을 얻은 후, 그들은 오늘날 네온 사인이 사용하는 튜브와 유사한 "전기 가스 방전" 튜브를 사용하여 그 특성을 탐구했다. 프랑스의 엔지니어이자 발명가인 조르주 클로드는 1910년 12월 3일부터 18일까지 파리 모터쇼에서 본질적으로 현대적인 형태의 네온 튜브 조명을 선보였다. 때때로 "프랑스의 에디슨"이라고 불리는 클로드는 새로운 기술에 대한 독점권을 가지고 있었으며, 이 기술은 1920년에서 1940년 사이에 간판 및 디스플레이에 매우 인기를 얻었다. 네온 조명은 그 시대에 미국에서 중요한 문화 현상이었다. 1940년까지 미국 거의 모든 도시의 번화가는 네온 사인으로 밝았으며, 뉴욕시의 타임스 스퀘어는 네온의 사치스러움으로 전 세계적으로 알려졌다. 전국적으로 네온 사인을 디자인하고 제작하는 상점이 2,000개에 달했다. 광고용 네온 사인의 인기, 복잡성, 규모는 제2차 세계 대전(1939~1945) 이후 미국에서 감소했지만, 일본, 이란 및 일부 다른 국가에서는 활발하게 개발이 계속되었다. 최근 수십 년 동안 건축가와 예술가들은 간판 디자이너 외에도 네온 튜브 조명을 작품의 구성 요소로 다시 채택했다.
네온 조명은 네온 튜브 조명보다 약 25년 뒤에 개발된 형광 조명과 밀접한 관련이 있다. 형광등에서는 튜브 내부의 희박한 가스에서 방출되는 빛이 튜브를 코팅하는 형광 물질을 여기시키는 데 전적으로 사용되어 자체 색상으로 빛나며 일반적으로 흰색으로 보이는 빛이 된다. 형광 코팅(인광체)과 유리도 네온 튜브 조명에 선택 사항이지만, 일반적으로 밝은 색상을 얻기 위해 선택된다.

## 역사와 과학

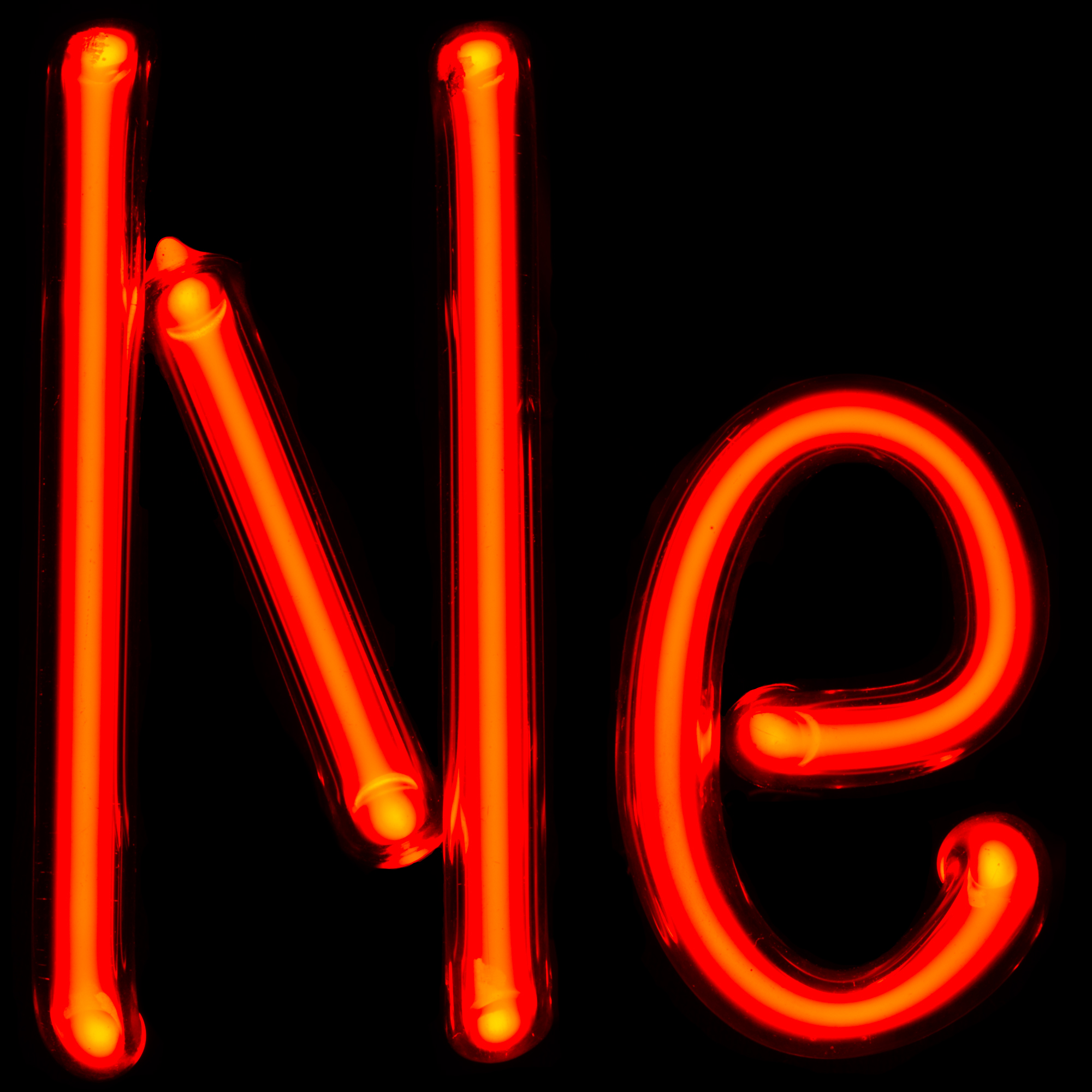
램지와 트래버스가 처음으로 선보인 네온이 포함된 가스 방전관. "Ne"는 화학 원소 중 하나인 네온의 원소 기호이다.

네온은 비활성 기체 원소이며 비반응성 기체로 지구 대기의 소량 성분이다. 1898년 영국의 과학자 윌리엄 램지와 모리스 W. 트래버스가 발견했다. 램지와 트래버스가 대기에서 순수 네온을 얻는 데 성공했을 때, 그들은 오늘날 네온 사인이 사용하는 튜브와 유사한 "전기 가스 방전" 튜브를 사용하여 그 특성을 탐구했다. 트래버스는 나중에 "튜브에서 나온 진홍색 빛의 번쩍임은 그 자체로 이야기를 말해주고, 기억하고 잊을 수 없는 광경이었다"고 썼다. 가스 방전관(또는 "가이슬러관")에서 방출되는 빛의 색상을 검사하는 절차는 당시 잘 알려져 있었는데, 이는 가스 방전관에서 방출되는 빛의 색상("스펙트럼 선")이 효과적으로 내부 가스를 식별하는 지문 역할을 하기 때문이다.
네온 발견 직후 네온 튜브는 과학 기구 및 신기한 물건으로 사용되었다. 그러나 정제된 네온 가스가 부족하여 무어 튜브와 같은 전기 가스 방전 조명에 즉시 적용하는 것이 불가능했다. 무어 튜브는 작업 가스로 더 흔한 질소나 이산화 탄소를 사용했으며 1900년대 초 미국에서 상업적으로 성공을 거두었다. 1902년 이후 프랑스의 조르주 클로드 회사는 공기 액화 사업의 부산물로 산업 규모의 네온을 생산하기 시작했다. 1910년 12월 3일부터 18일까지 클로드는 파리 모터쇼에서 두 개의 대형(12-미터 (39 ft) 길이), 밝은 붉은색 네온 튜브를 선보였다.

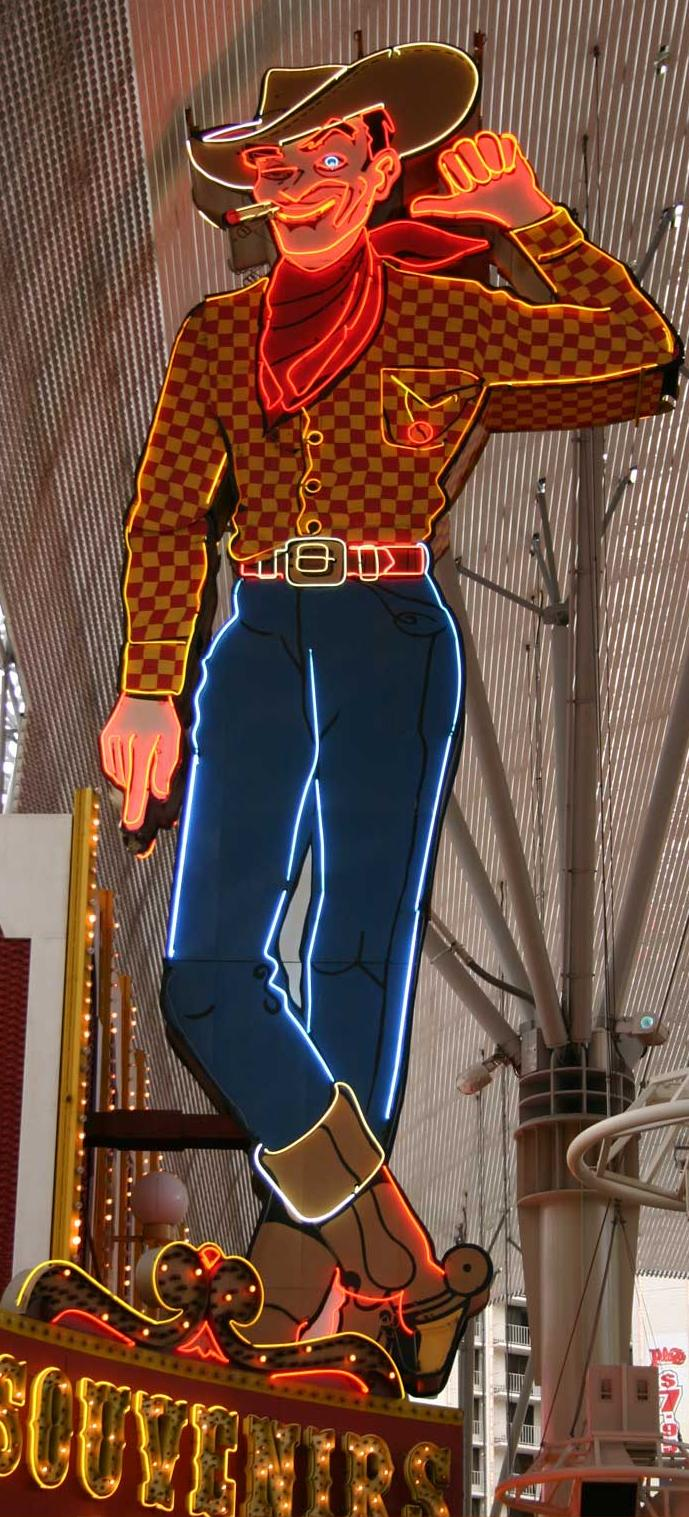
베가스 빅은 1951년 네바다 주 라스베이거스의 파이오니어 클럽을 위해 제작된 40 ft 높이의 네온 사인이다. 영 일렉트릭 사인 컴퍼니가 제작한 이 간판은 달성할 수 있는 정교한 예술적 효과를 보여준다.

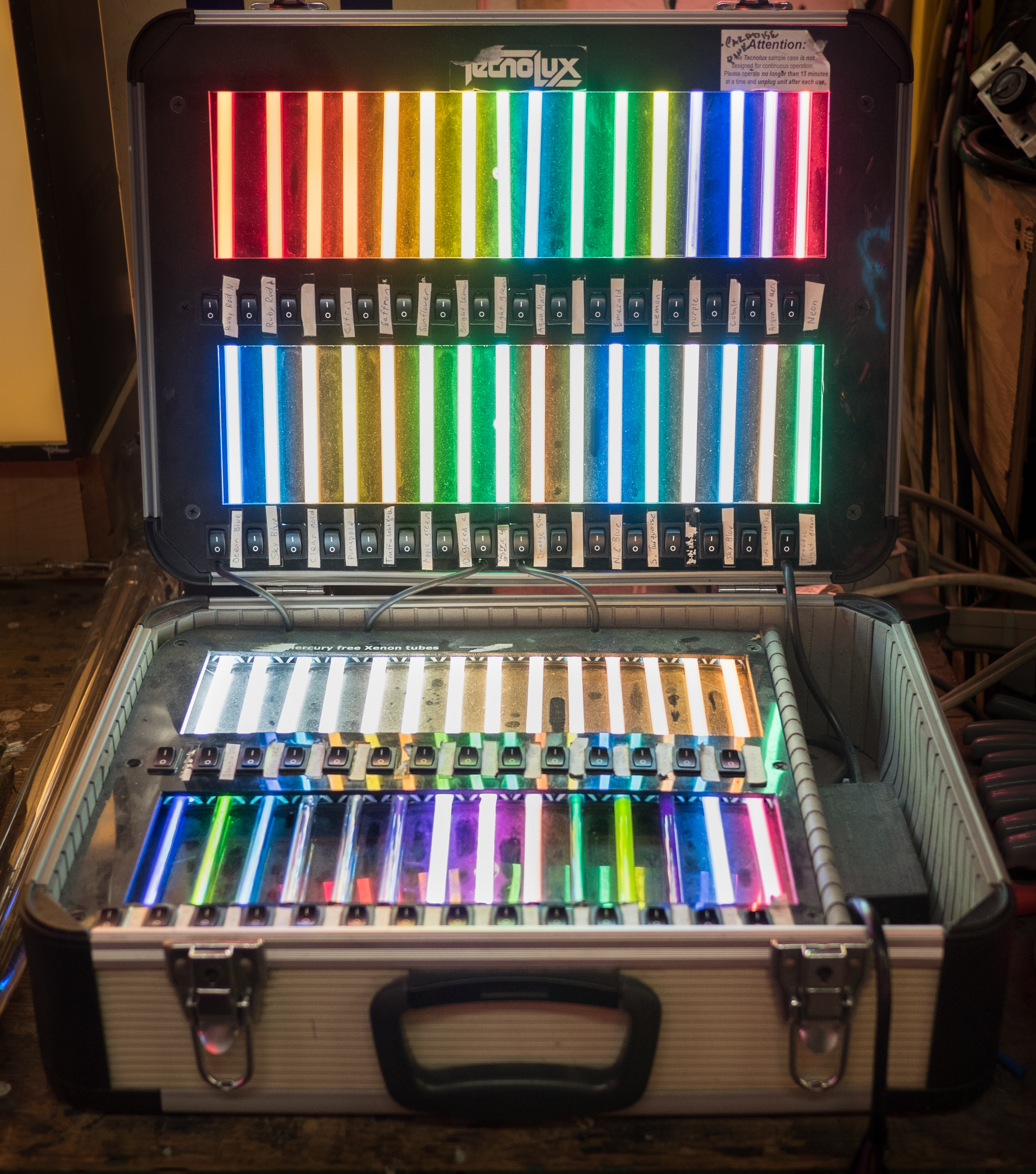
유리 스튜디오의 네온 조명 샘플 전시

이 네온 튜브는 본질적으로 현대적인 형태였다. 네온 조명에 사용되는 유리 튜브의 외경은 9에서 25mm 범위이며 표준 전기 장비를 사용하면 튜브 길이는 30 미터 (98 ft)까지 될 수 있다. 튜브 내부 가스 압력은 3에서 20 토르 (0.4–3 kPa) 범위이며, 이는 튜브 내부 부분 진공에 해당한다. 클로드는 또한 네온 및 기타 가스 방전 튜브의 수명을 크게 단축시키는 두 가지 기술 문제를 해결했으며 효과적으로 네온 조명 산업의 탄생을 알렸다. 1915년에는 가스 방전 조명 전극 설계에 대한 미국 특허가 클로드에게 발행되었다. 이 특허는 1930년대 초반까지 네온 사인을 위한 그의 회사인 클로드 네온 라이츠(Claude Neon Lights)가 미국에서 독점권을 갖는 기반이 되었다.
클로드의 특허는 아르곤 및 수은 증기와 같은 가스를 사용하여 네온이 생성하는 색상 외에 다른 색상을 생성하는 것을 구상했다. 예를 들어, 금속 수은을 네온 가스와 혼합하면 파란색이 생성된다. 그런 다음 우라늄(노란색) 유리를 사용하여 녹색을 얻을 수 있다. 아르곤과 헬륨을 추가하여 흰색과 금색도 만들 수 있다. 1920년대에는 아르곤 가스 또는 아르곤-네온 혼합물이 있는 튜브에 대한 다양한 색상 및 효과를 더욱 확장하기 위해 형광 유리 및 코팅이 개발되었다. 일반적으로 형광 코팅은 자외선을 방출하여 형광 코팅을 활성화하는 아르곤/수은 증기 혼합물과 함께 사용된다. 1930년대까지 네온 튜브 조명 조합의 색상은 일부 일반적인 실내 조명 응용 분야에 만족스러웠고 유럽에서는 어느 정도 성공을 거두었지만 미국에서는 그렇지 않았다. 1950년대 이후 컬러 텔레비전용 인광체 개발로 네온 튜브 조명에 대한 거의 100가지 새로운 색상이 만들어졌다.
약 1917년, 당시 제너럴 일렉트릭 컴퍼니에서 일하던 다니엘 매크펄런 무어는 소형 네온 글로 램프를 개발했다. 글로 램프는 간판에 사용되는 훨씬 큰 네온 튜브와는 매우 다른 디자인을 가지고 있다. 이 차이는 1919년에 램프에 대해 별도의 미국 특허가 발행될 정도로 충분했다. 스미스소니언 협회 웹사이트는 "이 작고 저전력 장치는 '코로나 방전'이라고 불리는 물리적 원리를 사용한다"고 언급한다. 무어는 전구에 두 개의 전극을 가깝게 장착하고 네온 또는 아르곤 가스를 추가했다. 전극은 가스에 따라 빨간색 또는 파란색으로 밝게 빛났고 램프는 수년간 지속되었다. 전극은 상상할 수 있는 거의 모든 모양을 취할 수 있었기 때문에 인기 있는 응용 분야는 환상적인 장식용 램프였다. 글로 램프는 1970년대부터 LED가 보급될 때까지 전자 부품으로, 계기판 및 많은 가전 제품의 표시등으로 실용적인 용도를 찾았다."
일부 네온 램프 자체는 이제 골동품이며 전자 기기에서의 사용이 현저히 감소했지만, 기술은 예술 및 엔터테인먼트 분야에서 계속 발전했다. 네온 조명 기술은 긴 튜브에서 플라스마 디스플레이와 플라스마 텔레비전 세트에 사용되는 얇고 평평한 패널로 재구성되었다.

## 네온 튜브 조명과 간판

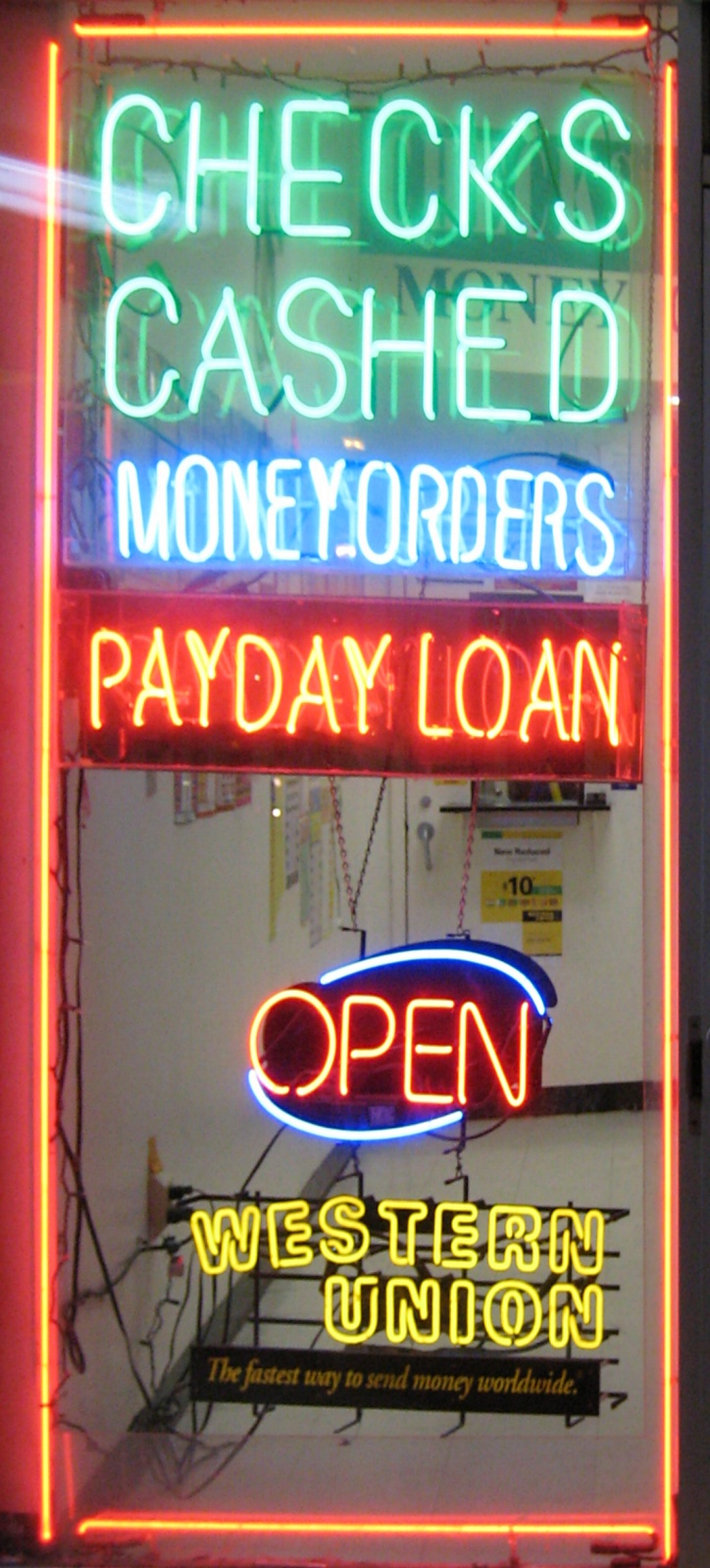
폴스처치에 있는 네온 사인

조르주 클로드가 1910년에 인상적이고 실용적인 형태의 네온 튜브 조명을 선보였을 때, 그는 이 조명이 질소 및 이산화 탄소 방전을 기반으로 하는 이전 무어 튜브의 응용 분야였던 조명의 한 형태로 사용될 것이라고 분명히 예상했다. 클로드의 1910년 파리 그랑 팔레에서의 네온 조명 시연은 이 큰 전시 공간의 페리스타일을 밝혔다. 클로드의 동료인 자크 퐁세크는 간판 및 광고를 기반으로 하는 사업의 가능성을 깨달았다. 1913년에는 친자노 베르무트의 대형 간판이 파리의 밤하늘을 밝혔고, 1919년에는 파리 국립 오페라 입구가 네온 튜브 조명으로 장식되었다.
네온 간판은 미국에서 특히 열광적으로 받아들여졌다. 1923년, 얼 C. 앤서니는 캘리포니아주 로스앤젤레스의 그의 패커드 자동차 판매점을 위해 클로드에게서 두 개의 네온 사인을 구입했는데, 이것들은 말 그대로 교통을 막았다. 클로드의 미국 특허는 그에게 네온 간판에 대한 독점권을 확보해 주었고, 앤서니의 네온 사인 성공에 이어 많은 회사들이 네온 사인을 제조하기 위해 클로드와 프랜차이즈 계약을 맺었다. 많은 경우 회사들은 특정 지리적 지역에서 네온 사인을 생산할 수 있는 독점 라이선스를 부여받았다. 1931년까지 네온 사인 사업 가치는 1,690만 달러였으며, 이 중 상당 부분은 프랜차이즈 계약을 통해 클로드 네온 라이츠 주식회사에 지급되었다. 클로드의 주요 특허는 1932년에 만료되었고, 이는 네온 사인 생산의 큰 확장을 가져왔다. 1939년 산업 매출은 약 2,200만 달러였다. 1931년에서 1939년까지의 부피 증가는 두 해의 매출 비율이 시사하는 것보다 훨씬 컸다.
루디 스턴은 "1930년대는 네온에게 위대한 창의성의 시대였고, 많은 디자인 및 애니메이션 기술이 개발된 시기였다. ... 오. J. 구드와 특히 더글러스 리와 같은 사람들은 네온 광고를 조르주 클로드와 그의 동료들이 상상했던 것보다 더 발전시켰다. 타임스 스퀘어의 전형적인 광경을 구상하고 창조한 리는 전체 효과의 일부로 냄새, 안개, 소리를 통합한 디스플레이를 실험했다. ... 30년대 타임스 스퀘어의 시각적 흥분의 대부분은 키네틱 및 루미널 아티스트로서 리의 천재성의 결과였다." 미국 전역과 여러 다른 나라의 주요 도시들도 네온 사인의 정교한 디스플레이를 갖추었다. 1933~34년의 시카고 백년의 진보 박람회, 1937년의 파리 만국 박람회, 1939년의 뉴욕 만국 박람회와 같은 행사들은 건축 특징으로 네온 튜브를 광범위하게 사용하여 주목할 만했다. 스턴은 영화관을 위한 "영광스러운" 네온 디스플레이의 창조가 둘 사이의 연관성으로 이어졌다고 주장했다. "영화를 보러 가는 즐거움은 네온과 분리할 수 없게 되었다."

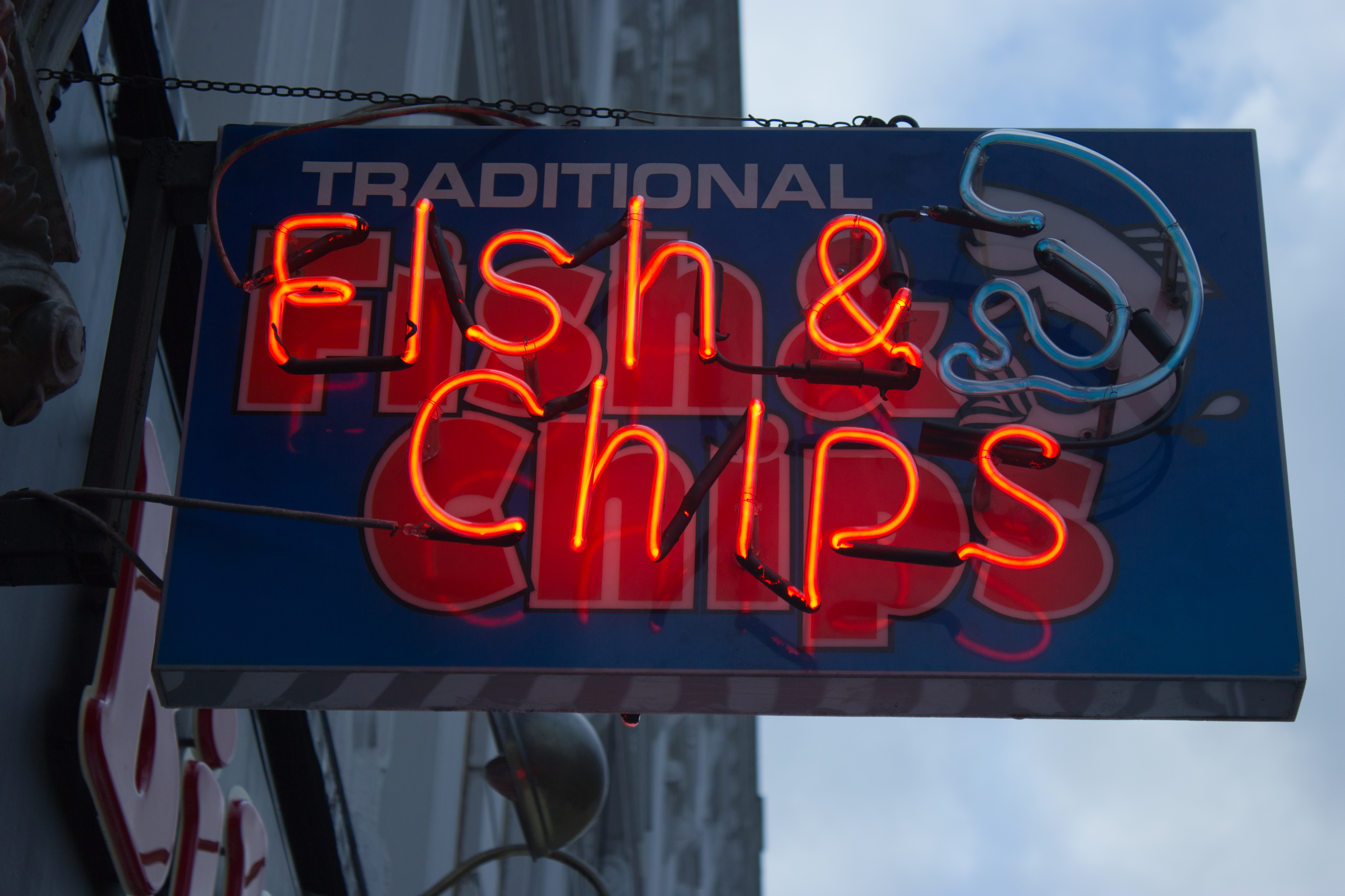
영국 런던의 피시 앤드 칩스 네온 사인

제2차 세계 대전(1939-1945)은 전 세계 대부분 지역에서 새로운 간판 설치를 중단시켰다. 전쟁 후 업계는 재개되었다. 마커스 틸렌은 이 시대에 대해 "... 제2차 세계 대전 후 군인 재교육을 돕기 위해 정부 프로그램이 설립되었다. 이가니 연구소(뉴욕시)는 전국에서 네온 거래 비밀을 가르친 몇 안 되는 학교 중 하나였다. 1950년대의 미국 유선형 디자인은 네온 사용 없이는 상상할 수 없을 것이다." 리조트 도시로서의 라스베이거스 발전은 네온 간판과 불가분의 관계에 있다. 톰 울프는 1965년에 "라스베이거스는 뉴욕처럼 건물이나 매사추세츠주 윌브라함처럼 나무로 된 스카이라인을 가진 세계 유일의 도시가 아니라 간판으로 이루어진 도시이다. 91번 도로에서 1마일 떨어진 라스베이거스를 보면 건물도, 나무도 없고 간판만 보인다. 하지만 그런 간판! 그것들은 높이 솟아 있다. 그것들은 회전하고, 진동하며, 현존하는 미술사 어휘로는 속수무책인 형태로 치솟는다."
하지만 전반적으로 네온 디스플레이는 덜 유행하게 되었고 일부 도시는 조례로 건설을 막았다. 넬슨 앨그렌은 1947년 단편 소설 모음집 제목을 네온 황야(시카고의 "도시 정글"과 같은 의미)로 정했다. 마르가리트 폭스는 "... 제2차 세계 대전 후 네온 간판이 형광등이 켜지는 플라스틱으로 점점 더 대체되면서, 색깔 있는 튜브를 유연하고 가스 가득한 형태로 구부리는 예술이 시들기 시작했다"고 썼다. 적어도 1970년대까지는 암흑기가 지속되었고, 그때 예술가들이 열정적으로 네온을 채택했다. 1979년 루디 스턴은 그의 선언문 Let There Be Neon을 출판했다. 마커스 틸렌은 2005년 조르주 클로드에게 발행된 미국 특허 90주년을 맞아 다음과 같이 썼다. "건축 응용 분야에서 네온과 냉음극의 사용 수요가 증가하고 있으며, 광섬유와 LED와 같은 새로운 기술이 간판 시장에 도입되면서 네온 기술을 대체하기보다는 강화시켰다. '폐기물' 제품인 네온 튜브의 진화는 특허 출원 후 90년이 지난 지금도 미완성이다.""

## 네온 글로 램프 및 플라스마 디스플레이

닉시관의 숫자. 열 개의 숫자로 형상화된 열 개의 전극을 가진 네온 글로 램프이다. 이 튜브의 숫자는 5/8인치 (16mm) 높이이다.

네온 글로 램프에서 가스의 발광 영역은 음전하를 띤 전극("음극")에 바로 인접한 얇은 "음극 발광" 영역이다. 양전하를 띤 전극("양극")은 음극에 아주 가깝다. 글로우 램프는 발광할 때 에너지 소모량이 매우 적기 때문에(약 0.1W) '냉음극 조명'이라는 구별되는 용어를 사용한다.
네온 램프의 일부 응용 분야는 다음과 같다.
- 가전 제품이나 기기(예: 전기 커피포트 또는 전원 공급 장치)에 전원이 존재함을 나타내는 표시등.
- 음극이 꽃, 동물 등의 모양으로 만들어진 장식용("형상") 램프. 이 램프 내부의 형상은 다양한 색상을 얻기 위해 일반적으로 인광 페인트로 칠해졌다. 이러한 램프의 주요 제조업체는 에어로럭스 라이트 코퍼레이션이었다.
- 전자 발진기, 타이머, 메모리 소자 등과 같은 활성 전자 회로.
- 닉시관(사진 참조)과 같은 복잡한 전자 디스플레이.

네온 램프의 작은 음극 발광 영역과 적응 가능한 전자 특성은 초기 플라스마 패널 디스플레이에서 이 기술을 사용하게 했다. 1964년 일리노이 대학교에서 PLATO 교육 시스템을 위한 최초의 흑백 도트 매트릭스 플라스마 디스플레이가 개발되었다. 발명가 도널드 비처, H. 진 슬로터, 로버트 H. 윌슨은 지속적인 업데이트 없이 상태를 유지할 수 있는 디스플레이를 만들었다. 2006년 래리 F. 웨버는 현대 플라스마 TV가 여전히 교류 유지 전압과 네온 기반 가스 혼합물과 같은 이러한 초기 디스플레이의 핵심 기능을 사용한다고 설명했다. 플라스마 디스플레이는 자외선을 방출하며, 각 픽셀에는 빨강, 녹색, 파랑 조명용 인광체가 포함되어 있다.

## 네온 조명과 빛의 예술가들

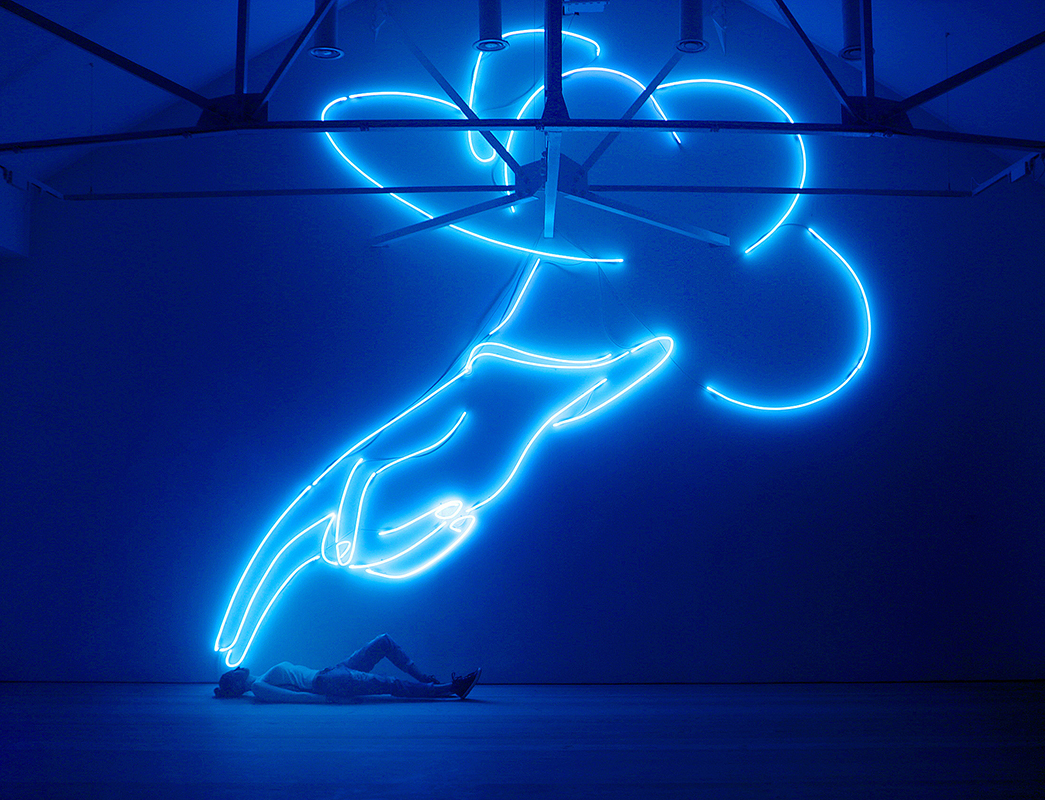
축복하는 손, 2013, 스테판 랴브첸코의 네온 설치 작품, 런던 사치 갤러리에서 열린 예측: 현대 우크라이나 미술전.

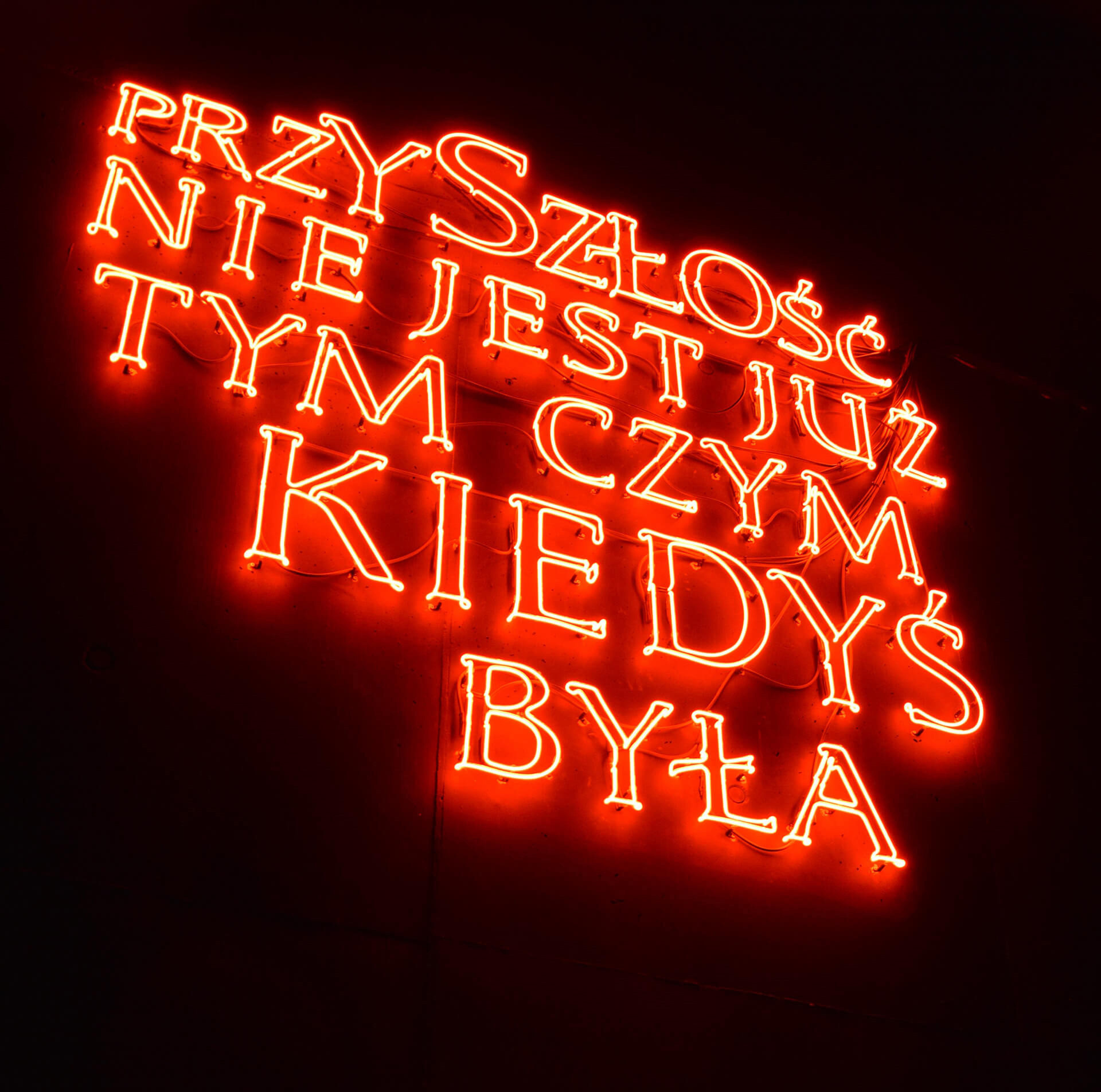
미래는 예전의 그것이 아니다, 2015, 후베르트 체레포크의 네온 예술 작품. 글자가 폴란드 모양을 형성한다.

1980년대 중후반은 네온 생산의 부흥기였다. 간판 회사들은 개별 글자가 금속 판으로 만들어지는 새로운 형태의 간판인 채널 문자를 개발했다.
20세기 중반 이후 옥외 광고 간판 시장에서 네온 조명의 수요는 감소했지만, 최근 수십 년 동안 네온 조명은 개별 작품과 건축물에 통합된 예술에 의식적으로 사용되었다. 프랭크 포퍼는 네온 조명을 예술 작품의 주요 요소로 사용하는 것을 굴라 코시체의 1940년대 후반 아르헨티나 작업으로 거슬러 올라간다. 포퍼가 예술에서의 네온 조명의 간략한 역사에서 언급하는 후대의 예술가들 중에는 스티븐 안토나코스, 개념 미술가 빌리 애플, 조셉 코주스, 브루스 나우만, 마르샬 라이세, 크리사, 표트르 코발스키, 마우리치오 난누치 및 프랑수아 모렐레 외에도 루초 폰타나 또는 마리오 메르츠가 있다.
미국에는 현재 네온 아트 박물관(네온 아티스트 릴리 라키치 설립, 로스앤젤레스, 1981), 네온 박물관(라스베이거스, 1996 설립), 미국 간판 박물관(신시내티, 1999 설립) 등 네온 조명과 예술에 헌정된 여러 박물관이 있다. 이 박물관들은 원래 광고로 디자인된 역사적인 간판을 복원하고 전시하며, 네온 예술 작품도 전시한다. 네온 조명을 예술로 주목시키기 위한 사진집도 여러 권 출판되었다.

### 네온 조명 예술가 목록
- 빌리 애플 (1935) 뉴질랜드 / 미국
- 프리다 블루멘베르크 (1935) 남아프리카 공화국
- 크리사 (1933) 그리스계 미국인
- 마이클 플레치트너 (1951) 미국
- 마이클 헤이든 (1943) 캐나다
- 조셉 코주스 (1965) 미국
- 표트르 코발스키 (1927) 폴란드, 프랑스
- 브리짓 코반츠 (1957) 오스트리아
- 릴리 라키치 (1944) 미국
- 마리오 메르츠 (1925) 이탈리아
- 빅터 밀론치 (1915) 미국
- 마우리치오 난누치 (1939) 이탈리아
- 브루스 나우만 (1941) 미국
- 칼라 오브라이언 오스트레일리아 LED 네온 플렉스
- 빌 파커 (1950) 미국 - 플라스마 램프
- 스테판 랴브첸코 (1987) 우크라이나
- 리사 슐츠 (1956) 미국
- 키스 소니에 (1941) 미국
- 루디 스턴 (1936) 미국
- 팀 화이트-소비에스키 (1961) 폴란드

## 같이 보기
- 크랙클 튜브
- 플라스마 구